# 동해시·삼척시
동해시·삼척시는 대한민국의 옛 국회의원 선거구이다. 당시 강원도 동해시와 삼척시 일대를 관할했다.

## 역사
2000년 대한민국 제16대 국회의원 선거를 앞두고 동해시 선거구와 삼척시 선거구가 통합되면서 신설되었다.
제21대 국회의원 선거를 앞두고 선거구 개편이 이루어지면서 태백시, 정선군 지역과 함께 동해시·태백시·삼척시·정선군 선거구를 형성하게 되면서 폐지되었다.

## 역대 국회의원
| 선거   | 정당 | 정당     | 의원   |
| ------ | ---- | -------- | ------ |
| 2000년 |      | 한나라당 | 최연희 |
| 2004년 |      | 한나라당 | 최연희 |
| 2008년 |      | 무소속   | 최연희 |
| 2012년 |      | 새누리당 | 이이재 |
| 2016년 |      | 무소속   | 이철규 |

## 역대 선거 결과

### 대한민국 제16대 국회의원 선거
|  | 58.64% |

|  | 39.00% |

|  | 2.35% |

### 대한민국 제17대 국회의원 선거
|  | 55.60% |

|  | 37.18% |

|  | 6.31% |

|  | 0.89% |

### 대한민국 제18대 국회의원 선거
|  | 46.95% |

|  | 39.47% |

|  | 10.43% |

|  | 3.13% |

### 대한민국 제19대 국회의원 선거
|  | 44.83% |

|  | 28.04% |

|  | 10.33% |

|  | 8.71% |

|  | 7.42% |

|  | 0.64% |

### 대한민국 제20대 국회의원 선거
|  | 48.54% |

|  | 33.35% |

|  | 18.09% |